# Echinostylinos
Echinostylinos is een geslacht van sponsdieren uit de klasse van de Demospongiae (gewone sponzen).

## Soorten
- Echinostylinos glomeris (Topsent, 1904)
- Echinostylinos gorgonopsis Lévi, 1993
- Echinostylinos hirsutus Koltun, 1970
- Echinostylinos mycaloides Koltun, 1970
- Echinostylinos reticulatus Topsent, 1927
- Echinostylinos schmidtii (Arnesen, 1903)
- Echinostylinos shimushirensis Koltun, 1970
- Echinostylinos stylophora (Lévi & Lévi, 1983)
- Echinostylinos tubiformis (Lévi, 1993)